# نادي فلامنغو
نادي فلامنغو للتجديف (بالبرتغالية: Clube de Regatas do Flamengo) هو نادٍ رياضي برازيلي يلعب في دوري الدرجة الأولى. تم تأسيس النادي في سنة 1895، ويعد هذا النادي من أعرق وأقوى الفرق في البرازيل وأمريكا الجنوبية.
تأسس النادي لأول مرة في عام 1895 كنادٍ لرياضة التجديف، لكنه لعب أول مباراة كرة قدم رسمية له في عام 1912. يتميز الزي التقليدي لفلامنغو بقمصان مخططة باللونين الأحمر والأسود مع شورت أبيض وجوارب مخططة باللونين الأحمر والأسود. يلعب فلامنغو عادةً مبارياته على أرضه في ماراكانا، منذ اكتماله في عام 1950، مع بعض الاستثناءات في السنوات الأخيرة. منذ عام 1969، كان النسر (بالبرتغالية: urubu) هو التميمة الأكثر شهرة لفلامنغو.
فلامنغو هو النادي الأكثر شعبية في البرازيل، مع أكثر من 40.2 مليون مشجع اعتبارًا من عام 2020. وهو أيضًا أغنى أندية كرة القدم في البرازيل بإيرادات سنوية تبلغ 950.0 مليون ريال برازيلي وبتقييم يزيد عن 2.9 مليار ريال برازيلي.

## التاريخ
تأسس نادي فلامينغو في 17 نوفمبر 1895. في البداية كانت ألوان النادي زرقاء وذهبية، لكنها سرعان ما تحولت إلى اللون الشاحب بسبب ضوء الشمس. ولهذا تم اتخاذ القرار في 23 نوفمبر 1896، أي بعد حوالي عام من تأسيس النادي، بالتبديل إلى اللونين الأحمر والأسود اللذين لا يزالان مستخدمين حتى اليوم.
لم يتم إنشاء قسم كرة القدم حتى عام 1911، عندما كان تسعة لاعبين من فلومينينسي يبحثون عن منزل جديد. بدأت الرياضة الجديدة رسميًا في 24 ديسمبر 1911.
كانت المباراة الرسمية الأولى في 3 مايو 1912. بدأت نادي فلامينغو بشكل واعد بفوز مذهل 15-2 على مانجويرا.

### الحقبة الذهبية (1974–1983)
أنجح حقبة للنادي كانت في الأعوام 1974 إلى 1983. خلال هذا الوقت، بالإضافة إلى زيكو، لعب لاعبون آخرون مشهورون مثل ليوفيغيلدو جونيور وخوسيه ليانادرو فيريرا مع فلامينغو وفاز الفريق ببطولات الدوري البرازيلي لكرة القدم 1980 وكوبا ليبرتادوريس 1981 بفوز نهائي على سي دي كوبريلوا والفوز يكأس العالم في النهائي في طوكيو بنتيجة 3-0 على ليفربول. بعد ذلك، غادر زيكو النادي ليلعب في الدوري الإيطالي لصالح أودينيزي، لكنه عاد في عام 1986 وفاز فلامنغو مرة أخرى ببطولة ريو دي جانيرو في نفس العام. انتهت فترة نجاح فلامينغو في أواخر الثمانينيات باعتزال زيكو في عام 1989.

### جفاف البطولات (1995-2005)
بعد لقب الدوري البرازيلي عام 1992، دخل النادي في أزمة مالية كبيرة وتضائلت الإنجازات المحلية والدولية. حتى مع وجود روماريو ونجوم آخرين، لم تسفر الذكرى المئوية لفلامنغو عن ألقاب كبرى. فاز فلامنجو فقط ببطولة تاسا جوانابارا، وهي المرحلة الأولى من دوري ولاية ريو دي جانيرو. كما أنهى فلامينغو بطولة كأس ليبرتادوريس 1995 في المركز الثاني. ومع ذلك، في عام 1996، فاز فلامينغو ببطولة كاريوكا بددون هزيمة. كان روماريو هداف البطولة. كان سافيوهدافًا وأفضل لاعب في البطولة.
في عام 1999، تم انتخاب إدموندو دوس سانتوس سيلفا رئيسًا للنادي، وجلب معه عقدًا ضخمًا مع شركة التسويق الرياضي آي سي إل. أفلست الشركة في عام 2002 لأسباب لا علاقة لها بعقده مع فلامنغو. في نفس العام، تم عزل إدموندو سانتوس سيلفا من منصبه كرئيس بطريقة مثيرة للجدل وسط اتهام بارتكاب مخالفات. بسبب نقص الأموال اللازمة للتعاقدات الرئيسية، فشل النادي في التنافس وتجنب بصعوبة الهبوط في مواسم 2002 و 2004 و 2005. كان عام 2005 من أسوأ المواسم في تاريخ فلامينغو. ولم يفلت النادي من الهبوط إلا بعد وصول المدرب جويل سانتانا.

### نهاية الجفاف (2006-2018)
في عام 2009، فاز فلامنغو بالبطولة البرازيلية مرة أخرى بعد 17 عامًا كان من الممكن خلالها فوزين بالكأس على المستوى الوطني. وكان أهم لاعبي الفريق في ذلك الوقت هداف الفريق أدريانو وفاغنر لوف وبيتكوفيتش وحارس المرمى برونو، الذي أدين لاحقًا بجريمة قتل.
مع تعيين البرتغالي جورجي جيسوس كمدرب رئيسي للنادي منتصف عام 2019، بدأ عهد جديد للنادي. تمكن فلامنغو من التعاقد مع نجوم دوليين كبار مثل رافينيا أو فيليبي لويس وغابرييل باربوسا وبرونو هنريكي. فاز النادي بكأس ليبرتادوريس بعد 38 عامًا من الغياب. في الوقت نفسه، فاز بالبطولة الوطنية مرة أخرى بعد 10 سنوات، وكان باربوسا أيضًا هدافًا في كلتا المسابقتين. تم الإشادة بفلامنغو هذا الموسم ليس فقط بسبب الألقاب التي فاز بها، ولكن أيضًا بسبب أسلوب اللعب الجذاب من وسائل الإعلام والمشجعين والمعارضين على حد سواء.

## الشعار والزي الرسمي

### الشعار
تغير شعار فلامينفو قليلاً عبر تاريخ النادي. كانت معظم التغييرات عبارة عن تغييرات في الأحرف المتشابكة حرف واحد فقط، مع الكشف عن أحدث إعادة تصميم في عام 2018.
يستخدم النادي ثلاثة شعارات مختلفة:
- يتم استخدام الشعار الكامل كشعار رسمي للنادي.
- يتم استخدام شعار التجديف لجميع الزي والمعدات ذات الصلة بالتجديف.
- يكون حرف "CRF" الأحادي هو المكون الوحيد للشعار الذي يتم ارتداؤه على الزي الأساسي لكرة القدم.

ابتداءً من عام 1980، ارتدى فلامنجو ثلاثة نجوم بيضاء محاذاة عموديًا على طول جانب شعارهم المكون من حرف واحد فقط للإشارة إلى ثلاث بطولات لدوريات الولاية الثلاث (1942-43-44، 1953-54-55، و 1978-79-79). عندما أصبحت نايكي راعياً للنادي في عام 2000، ظهرت أول مجموعة لها شعار الدرع الكامل مع ثلاث نجوم فوقه للمرة الأولى. بعد البطولة الرابعة للدوري (1999-2000-2001) والاحتفال بالذكرى العشرين لبطولة كأس ليبرتادوريس وكأس إنتركونتيننتال 1981، تم تقديم نجمة بيضاء رابعة ونجمة ذهبية فوق الشعار. منذ عام 2005، يستخدم النادي النجمة الذهبية فقط فوق شعار "CRF" على قمصانهم.
|  |  |  |  |

### الزي الرسمي
في اجتماع عام 1895 الذي أنشأ نادي فلامنغو للتجديف، تم تحديد الألوان الرسمية للنادي باللون الأزرق والذهبي لترمز إلى سماء ريو دي جانيرو وثروات البرازيل. اعتمد الفريق زيًا موحدًا من خطوط أفقية سميكة باللونين الأزرق والذهبي. ومع ذلك، فشل فلامنغو في الفوز ببطولة واحد في عامه الأول وحصل على لقب «النادي البرونزي». كان يُنظر إلى ألوان الفريق على أنها حظ سيئ، وكان استيراد القماش الملون باهظ الثمن من إنجلترا. بعد مرور عام على إنشاء النادي، تم استبدال الألوان الرسمية باللونين الأحمر والأسود الحاليين.
في عام 1912، بناءً على طلب فريق فلامنغو للتجديف (الذي عارض استخدام نفس الزي الرسمي من قبل فريق كرة القدم الذي تم إنشاؤه حديثًا)، كان لاعبي كرة القدم يرتدون قمصانًا مقسمة إلى أرباع حمراء وسوداء والتي أصبحت تُعرف باسم زي باباجيو دي فينتيم، سميت على اسم نمط معين من الطائرات الورقية. ومع ذلك، أصبح القميص مرادفًا لسوء الحظ واستبدل في عام 1913 بقميص بخطوط أفقية حمراء وسوداء وشرائط بيضاء أرق. كان هذا الزي يلقب بمرجان الكوبرا بسبب تشابهه مع نمط ثعبان المرجان. كان هذا هو الزي الرسمي عندما فاز فلامنجو بأول لقب له في كامبيوناتو كاريوكا في عام 1914. تمت إزالة العصابات البيضاء من القميص في عام 1916 حيث كان النمط مشابهًا جدًا لعلم ألمانيا في ذلك الوقت، التي كانت البرازيل متحالفة معها في الحرب العالمية الأولى. سمح فريق التجديف لفريق كرة القدم باستخدام زيهم الرسمي نفسه، وولد زي فلامنغو التقليدي لكرة القدم المكون من قميص مخطط باللونين الأحمر والأسود وسروال قصير أبيض وجوارب حمراء-سوداء.
| الزي الأساسي التقليدي | الزي الثانوي التقليدي | زي "باباجيو دي فينتيم،" لعام 2015 | طقم بديل أزرق وذهبي 2010 |

## الملعب

### ماراكانا

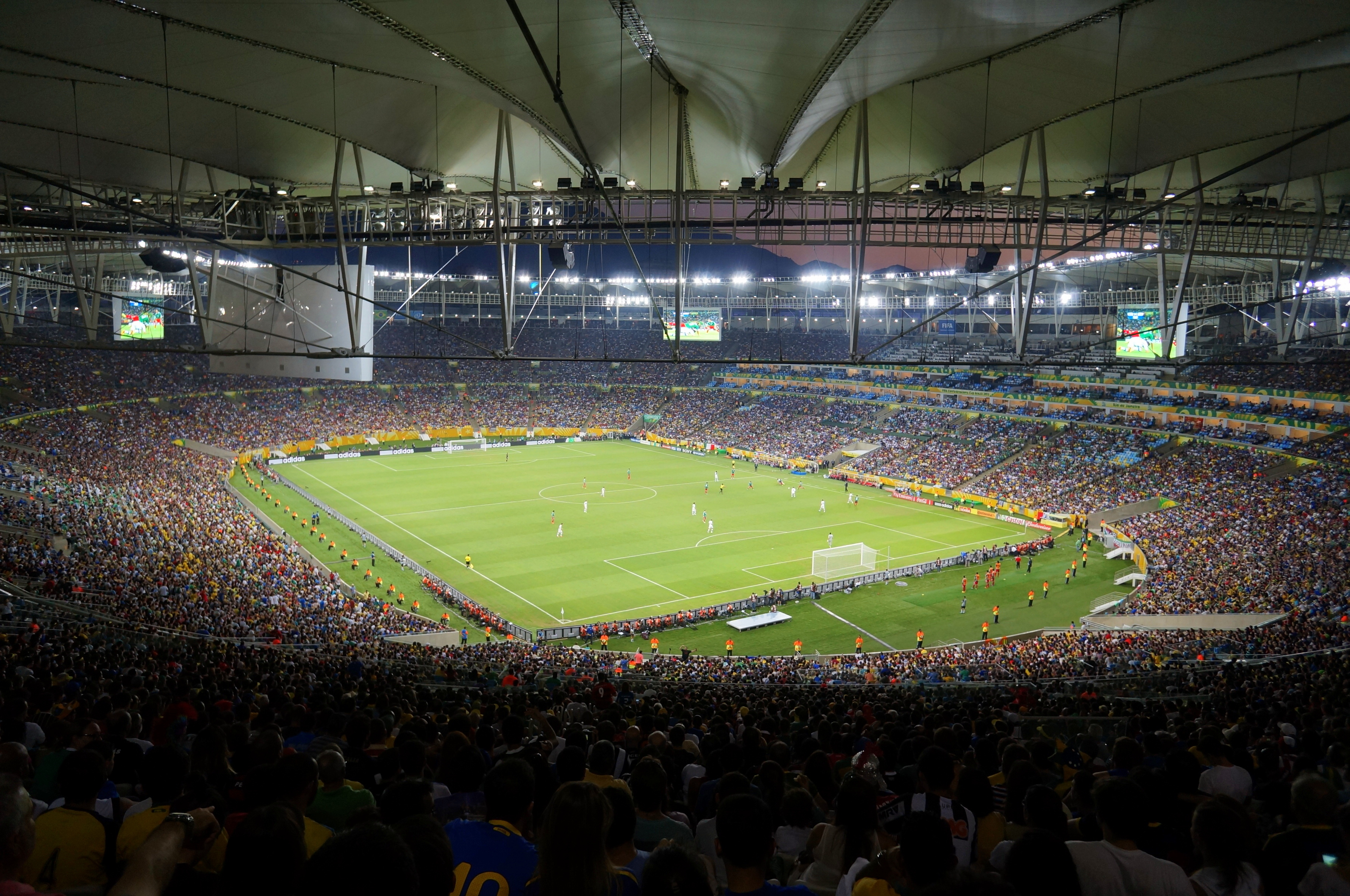
ملعب ماراكانا

منذ إنشائه في كأس العالم 1950، كان ماراكانا بمثابة الملعب الأساسي لأكبر أربعة أندية في ريو دي جانيرو. اكتمل بناء الملعب رسميًا في عام 1965، بعد 17 عامًا من بدء بنائه. في عام 1963، حضر أكثر من 194000 شخص مباراة بين فلامينغو وفلومينينسي في ماراكانا. سمحت سعة الملعب لفلامنغو بالحصول على أكبر دعم من أي أندية في البرازيل لجزء كبير من القرن العشرين. في عام 1989 سجل زيكو هدفه الأخير في الملعب التاريخي، مسجلاً الرقم القياسي الحالي للأهداف في ماراكانا عند 333. انهار مدرج علوي في الملعب في 19 يوليو 1992، في المباراة الثانية من نهائيات الدوري البرازيلي لكرة القدم 1992 بين بوتافوغو وفلامنغو، مما أدى إلى مقتل ثلاثة متفرج وإصابة 50 آخرين. في أعقاب الكارثة، تم تقليص سعة الملعب بشكل كبير في أواخر التسعينيات. بعد الذكرى الخمسين لتأسيسه في عام 2000، خضع الملعب لأعمال تجديد زادت سعته الكاملة إلى حوالي 103000. بعد سنوات من التخطيط وتسعة أشهر من الإغلاق بين عامي 2005 و 2006، أعيد افتتاح الملعب في يناير 2007 بسعة 87000 مقعدًا. بالنسبة لكأس العالم 2014 والألعاب الأولمبية والبارالمبية لعام 2016، تم البدء في مشروع إعادة إعمار كبير في عام 2010.
الملعب رسميًا تحت إدارة التكتل البرازيلي أودبريشت اعتبارًا من 2013. وقد أدى ذلك إلى اتفاقيات تأجير غير مناسبة لفلامنغو الذين لا يديرون الاستاد رسميًا وغالبًا ما يدينون برسوم إيجار للمباريات التي تزيد عن عائدات التذاكر، حتى بالنسبة للمباريات ذات الحضور العالي. تم توقيع أحدث اتفاقية إيجار في عام 2018 وهي سارية حتى عام 2020. في أبريل 2019، توصل فلامينغو وفلومينينسي إلى اتفاق مع الدولة ومشغلي ماراكانا للعمل كمديرين مشتركين للمكان للأشهر الستة التالية، صفقة سمحت للأندية بدفع رسوم شهرية ثابتة والحصول على حصة أعلى من عائدات يوم المباراة مما تم منحه بموجب الصفقة السابقة.

## الإنجازات

### الألقاب الدولية
- كأس الإنتركونتيننتال (1) : 1981 [17]

### الألقاب القارية
- كوبا ليبرتادوريس (3): 1981، 2019، 2022 [18]
- ريكوبا سود أمريكانا (1) : 2020 [19]

### الألقاب المحلية
- الدوري البرازيلي (8) : 1980، 1982، 1983، 1987، 1992، 2009، 2019, 2020 [20]
- كأس السوبر البرازيلي (2) : 2020, 2021 [21]
- كأس البرازيل (4) : 1990، 2006، 2013 ,2022[22]
- بطولة كاريوكا (37) : 1914، 1915، 1920، 1921, 1925, 1927, 1939, 1942, 1943, 1944, 1953, 1954, 1955, 1963, 1965, 1972, 1974, 1978, 1979 (نسخة مميزة)، 1979, 1981, 1986، 1991, 1996, 1999, 2000, 2001, 2004, 2007, 2008, 2009, 2011, 2014, 2017، 2019، 2020, 2021[23]

## وصلات خارجية
- الموقع الرسمي لنادي فلامنجو البرازيلي باللغة البرتغالية